# Municipio de Jackson (condado de Greene, Pensilvania)
El municipio de Jackson (en inglés: Jackson Township) es un municipio ubicado en el condado de Greene en el estado estadounidense de Pensilvania. En el año 2000 tenía una población de 516 habitantes y una densidad poblacional de 7 personas por km².

## Geografía
El municipio de Jackson se encuentra ubicado en las coordenadas 39°50′00″N 80°21′59″O / 39.83333, -80.36639.

## Demografía
Según la Oficina del Censo en 2000 los ingresos medios por hogar en la localidad eran de $32,188 y los ingresos medios por familia eran de $37,500. Los hombres tenían unos ingresos medios de $35,000 frente a los $20,625 para las mujeres. La renta per cápita de la localidad era de $12,653. Alrededor del 22,9% de la población estaba por debajo del umbral de pobreza.